# Pigessharukku
Pigessharukku (auch: Pigessnarukku Island) ist ein Motu des Ailinginae-Atolls der pazifischen Inselrepublik Marshallinseln.

## Geographie
Pigessharukku liegt im Süden der Riffkrone des Ailinginae-Atolls. Die Insel ist unbewohnt und seit dem Kernwaffentest der Bravo-Bombe im Jahr 1954 atomar verseucht. Sie gehört zu einer Reihe von ca. sechs unbenannten Motu. Die nächste namhafte Insel im Osten ist Enibuk, im Westen liegt Bokanchinre.